# Archivo Histórico del Movimiento de Lesbianas-Feministas en México Yan María Yaoyólotl
O Archivo Histórico del Movimiento de Lesbianas-Feministas en México Yan María Yaoyólotl (AHMLFM-YMY) foi criado em 1976 e reúne documentos dos movimentos de lesbianas-feministas que aconteceram no México desde 1976. A criadora do AHMLFM-YMY foi Yan María Yaoyólotl, atual diretora do AHMLFM-YMY, quando identificou que havia informações sobre lésbicas apenas nos manuais de psiquiatria e nas notas vermelhas presentes nos periodicos que falavam da homossexualidade feminina.

## Objetivos
Os objetivos do AHMLFM-YMY são: pesquisar, coletar, salvaguardar, classificar, codificar, catalogar e analisar materiais textuais imagens e produção audiovisual que foram produzidos por organizações lésbicas-feministas, lesbofeministas e seus militantes. Outro propósito do AHMLFM-YMY é de desenvolver uma base de dados com essas informações e apresentá-las de forma acessível ao público. Pretende também recuperar a trajetória da luta das mulheres, principalmente das lésbicas, contra a exploração, a opressão e a repressão, e incentivar a pesquisa acadêmica a produzir a história lésbica-feminista e lesbo-feminista.

## Acervo
O acervo do AHMLFM-YMY é formado por, aproximadamente, 5.000 documentos e que estão organizados em 46 volumes. A documentação abrange os anos de 1976 até 2020. Cada volume corresponde a um ano. Os volumes são formados por artigos de jornais e revistas, entrevistas, livros, documentos internos, apresentações, gravações de depoimentos, atas, e-mails. folhetos e vídeos. Há, também, vestígios materiais como bandeiras, bonés e camisetas usadas em eventos e marchas. O trabalho de organização e catalogação foi feito por algumas militantes do movimento lésbico-feminista e pela própria diretora. 